# ریک بیکر (چهره‌پرداز)
ریک بِیکر (انگلیسی: Rick Baker؛ زادهٔ ۸ دسامبر ۱۹۵۰) چهره‌پرداز و بازیگر اهل کشور آمریکاست.

## زندگی شخصی
این هنرمند زادهٔ شهر بینگهمتون، نیویورک است. وی متأهل و دارای دو فرزند دختر است.

## فیلم‌شناسی (بازیگر)
- مردان سیاه‌پوش ۳ -۲۰۱۲
- مرد گرگ‌نما ۲۰۱۰
- کینگ کونگ -۲۰۰۵
- مردان سیاه‌پوش ۲ -۲۰۰۲
- سیاره میمون‌ها -۲۰۰۱
- چگونه گرینچ کریسمس را دزدید -۲۰۰۰
- هری و خانواده هندرسون - ۱۹۸۷
- کینگ کونگ -۱۹۷۶

## جوایز
- ستارهٔ ۲۴۸۵ روی پیاده‌رو شهرت هالیوود
- جایزه اسکار بهترین چهره پردازی و مدل مو برای فیلم‌های:
  - گرگ‌نمای آمریکایی در لندن -۱۹۸۲
  - اد وود -۱۹۹۵
  - پروفسور دیوانه -۱۹۹۹
  - مردان سیاه‌پوش -۱۹۹۸
  - چگونه گرینچ کریسمس را دزدید -۲۰۰۱
  - مرد گرگ‌نما -۲۰۱۱